# Ульфатшоев, Ахмадшо
Ахмадшо Ульфатшоев (тадж. Аҳмадшоҳ Улфатшоев; 30 сентября 1945 г., село Кевран, Дарвазский район, ГБАО, Таджикская ССР, СССР — 9 октября 2020 г., Душанбе, Таджикистан) — советский и таджикский актёр, заслуженный артист Таджикистана (1994), народный артист Таджикистана (2001).

## Биография
Ахмадшо Ульфатшоев родился 30 сентября 1945 года в Дарвазском районе. Окончила Душанбинское музыкальное училище (1954) и Таджикский государственный институт искусств имени М. Турсунзаде (1980).
Ахмадшо Ульфатшоев скончался днем 9 октября 2020 года в больнице Кария Боло в Душанбе в возрасте 75 лет.

### Театр
Свою карьеру актёр начал в Государственном академическом драматическом театре имени А. Лахути в 1975 году и проработал там до самой смерти.
Актёр играл в таких известных спектаклях, как «Рудаки», «Рустам и Сухроб», «Дохунда», «Бахроми Чубина», «Сомонхудот», «Шами Марифат», «Борбад», «Алломай Адхам», «Зороастр», «Мальчик и слуга», «Медея», «Король Лир», «Арабская любовь» и другие.

### Кино
Ахмадшох Ульфатшоев также снялся во многих кинофильмах (роль Астанакула в фильме «Восе», Кумира в фильме «Кумир» Э. Аролев .Умеди охирин 